# Witold Dzięcioł
Witold Dzięcioł (ur. 19 grudnia 1907 w Tomaszowie Mazowieckim, zm. 13 czerwca 1976 w Łodzi) – polski historyk emigracyjny, ksiądz prałat.

## Życiorys
W 1926 wstąpił do kieleckiego seminarium duchownego, święcenia kapłańskie przyjął 21 czerwca 1931, następnie pracował jako wikariusz w parafii św. Wojciecha w Kielcach (1931–1932), parafii katedralnej w Kielcach (1932–1939), proboszczem parafii katedralnej (styczeń 1939–listopad 1939), wikariuszem-substytutem parafii katedralnej (1939–1942). W maju 1942 został aresztowany przez Gestapo za pomoc osobie narodowości żydowskiej, przebywał w niemieckich obozach koncentracyjnych w Auschwitz (lipiec 1942), Matthausen-Gusen (lipiec 1942–listopad 1944) i Dachau (listopad 1944–kwiecień 1945). W tym ostatnim obozie doczekał wyzwolenia 29 kwietnia 1945.
Od lipca 1945 pracował jako duszpasterz Polaków w Hohenfels i Ratyzbonie, w tym ostatnim mieście od listopada 1948 był proboszczem i dziekanem polskiego duszpasterstwa. W styczniu 1950 wyjechał do Australii, od tegoż roku był duszpasterzem Polaków w Zachodniej Australii. W latach 1953–1974 był rektorem Polskiej Misji Katolickiej w Australii (z nominacji biskupa Józefa Gawliny), na emeryturę przeszedł w 1975.
Współpracował z pismem "Teki Historyczne".
Jest pochowany na cmentarzu w Smardzewicach.

## Publikacje
- Aleksander Wielki Macedoński, Londyn: "Veritas" 1963.
- Imperium i państwa narodowe około r. 1000, Londyn: "Veritas" 1963.
- Józef Flawiusz historyk żydowski, London: "Veritas" 1966.
- The origins of Poland, London: "Veritas" 1966.